# モンゴル人民党
モンゴル人民党（モンゴルじんみんとう、モンゴル語: Монгол Ардын Нам: Mongol Ardyn Nam,ᠮᠣᠩᠭᠣᠯ ᠠᠷᠠᠳ ᠤᠨ ᠨᠠᠮ, 英語: Mongolian People's Party）は、モンゴル国の政党。略称はМАНだが、英語名のイニシャルをとってMPPとも略される。

## 概要
1918年から1919年頃に形成されたドグソミーン・ボドー、ダムビン・チャグダルジャヴ、ホルローギーン・チョイバルサン、ダリザビーン・ロソルを中心とする「領事館の丘」グループと、ダムディン・スフバートルやソリーン・ダンザン、ダンスランビレギイン・ドグソムらを中心とする「東庫倫」グループが1920年春に合体しモンゴル人民党を結成したものが前身。1921年の革命をリードする。1924年、モンゴル人民革命党（モンゴル語: Монгол Ардын Хувьсгалт Нам: Mongol Ardyn Khuvsgalt Nam）と改称し、人民共和国時代の支配政党としてマルクス・レーニン主義とソ連型社会主義を標榜、一党独裁を布いた。徹底した親ソ連路線を推し進め、この間のモンゴルは事実上ソ連の衛星国であった。
しかし1986年にバトムンフが社会主義の範囲での改革に着手。1990年に一党独裁を放棄し、社会民主主義を掲げる中道左派政党へと衣替えした。
2003年には社会民主主義政党の国際団体である社会主義インターナショナルに加盟している。もっとも、加盟に際しては、党名から「革命」の語を削除していないことが問題視された。
2008年7月、前月に行われた選挙が不正であるとして、民主党の支持者が抗議、一部は暴徒化し、投石・放火で本部が全焼した。現在、建て替えを行っており、2011年に新建物が竣工予定。
2010年11月5日に党名から「革命」の語を削除して旧名に戻ったが、執行部に反発した前大統領のナンバリーン・エンフバヤルらが人民革命党の名を掲げ分裂。
2024年モンゴル議会総選挙では、過半数となる68議席を獲得。

## 支持基盤
支持基盤は、主に牧村部である。